# Gmina Nakło nad Notecią
Die Gmina Nakło nad Notecią [ˈnakwɔ nad nɔˈtɛtɕɔ̃] ist eine Stadt-und-Land-Gemeinde im Powiat Nakielski der Woiwodschaft Kujawien-Pommern in Polen. Sitz des Powiats und der Gemeinde ist die gleichnamige Stadt (deutsch Nakel) mit etwa 18.700 Einwohnern.

## Geographie
Die Gemeinde liegt etwa zehn Kilometer westlich von Bydgoszcz (Bromberg). Wichtigstes Gewässer ist die Netze (poln. Noteć), an der ihr Hauptort liegt.

## Geschichte
Im Rahmen der Ersten Teilung Polens 1772 kam das Gemeindegebiet zu Preußen. Nach dem Ersten Weltkrieg wurde es aufgrund der Bestimmungen des Versailler Vertrags im Januar 1920 an die Zweite Polnische Republik abgetreten. Nach dem Überfall auf Polen wurde es 1939 deutsch besetzt und einzelne Orte wurden umbenannt.
Die Stadt-und-Land-Gemeinde besteht seit 1975, damals kam sie bis 1998 zur Woiwodschaft Bydgoszcz.

### Partnerstädte und -gemeinden
- Naklo, Slowenien
- Náklo, Tschechien
- Elsterwerda, Deutschland

## Gliederung
Die Stadt-und-Land-Gemeinde Nakło nad Notecią besteht aus der Stadt und weiteren Dörfern und Ortschaften:
| polnischer Name   | deutscher Name                                        |
| ----------------- | ----------------------------------------------------- |
| Bielawy           | Bielawy (1942–45 Weißenhof)                           |
| Chrząstowo        | Gernheim                                              |
| Gorzeń            | Gorsin (1942–45 Gorsen)                               |
| Gumnowice         | Gumnowitz (1942–45 Gummenhof)                         |
| Karnówko          | Karnowke, seit 1906 Altlinden                         |
| Karnowo           | Wertheim                                              |
| Małocin           | Waltershausen                                         |
| Michalin          | Michalin (1942–45 Michelfelde)                        |
| Minikowo          | Minikowo, seit 1906 Sittingseichen                    |
| Nakło nad Notecią | Nakel                                                 |
| Olszewka          | Erlau                                                 |
| Paterek           | Paterke, Steinburg, (186?–1920 Brückenkopf-Steinburg) |
| Polichno          | Wilhelmsdorf                                          |
| Potulice          | Potulitz (1942–45 Lebrechtsdorf)                      |
| Rozwarzyn         | Kirchberg                                             |
| Ślesin            | Slesin (1942–45 Schlössen)                            |
| Suchary           | Suchary (1942–45 Suchenheim)                          |
| Trzeciewnica      | Hohenberg                                             |
| Wieszki           | Wunschheim                                            |
| Występ            | Josephinen                                            |